# Arrondissement de Sagan
L'arrondissement de Sagan est un arrondissement prussien de la province de Silésie de 1742 à 1932. Le siège de l'arrondissement est Sagan. En 1925 l'arrondissement compte 64 420 habitants sur une superficie de 1 112 km2. L'ancienne zone de l'arrondissement est maintenant presque entièrement dans la voïvodie polonaise de Lubusz. La petite partie de l'ancien arrondissement autour du village de Pechern sur la rive gauche de la Neisse appartient aujourd'hui à l'arrondissement de Görlitz en Saxe.

## Histoire

### Royaume de Prusse
Après la conquête de la majeure partie de la Silésie par la Prusse en 1741, les structures administratives prussiennes sont introduites en Basse-Silésie par l'ordre du cabinet royal du 25 novembre 1741. Cela comprend la création de deux chambres de guerre et de domaine (de) à Breslau et Glogau ainsi que leur division en arrondissements et la nomination d'administrateurs d'arrondissement le 1er janvier 1742. Sur le territoire de la principauté de Sagan, l'arrondissement de Sagan est créé pour succéder à l'ancien faubourg de Sagan et son premier administrateur d'arrondissement est Johann Albrecht von Seelstrang. L'arrondissement est subordonné à la Chambre de la guerre et du domaine de Glogau, qui, dans le cadre des réformes Stein-Hardenberg, donne naissance en 1815 au district de Liegnitz dans la province de Silésie.
Lors de la réforme des arrondissements du 1er janvier 1820 dans la région de Liegnitz, l'arrondissement de Sagan cède les commode Girbigsdorf, Kunzendorf, Reußenfeldau, Rückersdorf et Wittgendorf à l'arrondissement de Sprottau .

### État libre de Prusse
Le 8 novembre 1919, la province de Silésie est dissoute. La nouvelle province de Basse-Silésie est formée à partir des districts de Breslau et Liegnitz.
Le 30 septembre 1929, une réforme territoriale a lieu dans l'arrondissement de Freystadt, comme dans le reste de l'État libre de Prusse, au cours de laquelle tous les districts de domaine sont dissous et attribués à des communes rurales voisines. Dans le même temps, le district forestier de Neudorf b. Pechern de l'arrondissement de Sagan est transféré à l'arrondissement de Rothenburg-en-Haute-Lusace (de)
Le 1er octobre 1932, l'arrondissement de Sagan est dissous :
- La ville de Naumburg am Bober et les communes rurales d'Alt Kleppen, Groß Dobritsch, Groß Reichenau, Klein Dobritsch, Kosel, Kottwitz, Kunzendorf, Neu Kleppen, Neuwaldau, Paganz, Peterswaldau, Popowitz, Poydritz, Reichenbach, Schöneich, Theuern, Tschirkau et Zedelsdorf sont transférées dans l'arrondissement de Grünberg-en-Silésie
- La ville de Priebus et les communes rurales d'Alt Tschöpeln, Bogendorf, Dubrau, Gräfenhain, Groß Petersdorf, Hermsdorf b. Priebus, Jamnitz-Pattag, Jenkendorf, Kochsdorf, Mellendorf, Merzdorf b. Priebus, Mühlbach, Neu Tschöpeln, Pechern, Quolsdorf b. Tschöpeln, Raussen, Reichenau b. Priebus, Ruppendorf, Tschöpeln, Wällisch, Wendisch Musta, Zessendorf et Ziebern sont transférées dans l'arrondissement de Rothenburg-en-Haute-Lusace (de)
- La ville de Sagan et toutes les autres communes sont transférées dans l'arrondissement de Sprottau[7].

## Évolution de la démographie
| Année | Habitants | Source |
| ----- | --------- | ------ |
| 1795  | 30 448    | [ 8 ]  |
| 1819  | 33 939    | [ 9 ]  |
| 1846  | 49 107    | [ 10 ] |
| 1871  | 54 814    | [ 11 ] |
| 1885  | 56 536    | [ 12 ] |
| 1900  | 55 525    | [ 1 ]  |
| 1910  | 59 605    | [ 1 ]  |
| 1925  | 64 420    | [ 13 ] |

## Administrateurs de l'arrondissement
1742–174500Johann Albrecht von Seelstrang (de)
1745–176100Joachim Ernst von Zech
1761–176600Hans Friedrich von Haugwitz (de)
1766–178200Maximilian Wilhelm von Seidl (de)
1783–179100Carl Heinrich Adolf von Rabenau (de)
1791–181200Anton August von Rhaden
1812–181400Leopold Wilhelm von Dobschütz (de)
1814–181600von Thein
1816–181800von Goldammer
1818–184500von Skal
1847–186300Fabian zu Dohna-Schlodien
1863–186800Otto Rudolf Vitzthum von Eckstädt (de)
1868–187400Octavio von Zedlitz-Neukirch (de)
1874–189400Karl Richard Heinrich Strutz
1894–190300Johannes von Neefe und Obischau
1903–191800Horst Arthur von Wolff
1918–191900Paul Ikier (de)
1919–192100Walter Firnhaber
1921–193200Oskar von Bezold (de)

## Communes
En 1910, il y a trois villes et 112 communes rurales dans l'arrondissement de Sagan :
| - Ablaßbrunn - Alt Kleppen - Altkirch - Bergisdorf - Birkenlache - Bogendorf - Brennstadt - Burau - Charlottenthal - Deutsch Machen - Diebau - Dittersbach - Dober-Pause - Dubrau - Eckersdorf - Eichdorf - Eisenberg - Fischendorf - Freiwaldau - Gladisgorpe - Gräfenhain - Gräflich Zeisau - Greisitz - Groß Dobritsch - Groß Petersdorf - Groß Selten - Halbau - Hansdorf - Heiligensee | - Hermsdorf bei Priebus - Hermsdorf bei Sagan - Hertwigswaldau - Herzoglich Zeisau - Hirschfeldau - Jamnitz-Pattag (de) - Jenkendorf - Kalkreuth - Klein Dobritsch - Klein Kothau - Klein Selten - Klix - Kochsdorf - Kosel - Kottwitz - Kunau - Kunzendorf - Küpper - Leuthen - Liebsen - Lipschau-Dohms - Loos - Mednitz - Mellendorf - Merzdorf bei Priebus - Merzdorf bei Sagan - Mühlbach - Naumburg am Bober, Stadt - Neu Kleppen | - Neudorf an der Tschirne - Neuhammer - Neuhaus - Neuwaldau - Nieder Briesnitz - Nieder Buchwald - Nieder Gorpe - Nieder Hartmannsdorf - Nikolschmiede - Nimbsch - Ober Briesnitz - Ober Buchwald - Ober Gorpe - Ober Hartmannsdorf - Paganz - Pechern - Petersdorf bei Sagan - Peterswaldau - Polnisch Machen - Popowitz - Poydritz - Priebus, ville - Puschkau - Qumälisch - Quolsdorf bei Mellendorf - Quolsdorf bei Tschöpeln - Rädel - Raußen - Reichenau bei Priebus | - Reichenbach - Rengersdorf - Ruppendorf - Saatz - Sagan, ville - Schlesisch Halbau - Schlesisch Nikolschmiede - Schönbrunn - Schöneich - Schönthal - Sichdichfür - Silber - Städtisch Halbau - Theuern - Tschiebsdorf - Tschirkau - Tschirndorf - Tschöpeln - Wachsdorf - Wällisch - Wendisch Musta (de) - Wiesau - Wolfsdorf - Zedelsdorf - Zehrbeutel - Zeipau - Zessendorf - Ziebern |

De plus, de nombreux districts du manoir existent jusqu'en 1929.

## Personnalités liées à l'arrondissement
- Friedrich Martiny (1819-1897), homme politique né à Liebsen.